# 廣播通信委員會
廣播通信委員會（韩语：／ Bangsong Tongsin Wiwonhoe */?，又稱放送通信委員會，簡稱廣通委或放通委）是韓國有關通訊與廣播事務的最高主管機關，也是韓國總統直屬機關。其機構是仿照美國联邦通信委员会的架構，以2008年2月29日的《廣播通信委員會設置以及運作相關法律》為基礎而設立。除了是來研究、管理廣播、通訊、頻譜，也是建立相關政策的機構，其下另設置廣播通信審議委員會，以審議、決議上述政策。另外廣通委也設置電波研究所、中央電波管理所等機構。

## 概要
- 設立日：2008年2月29日

## 沿革
- 2008年2月29日：因為《廣播通信委員會設置以及運作相關法律》而設立（將廣播委員會以及情報通信部的部分功能統合）

## 組織

### 委員會
委員會設置常任委員5人，包含委員長1人、副委員長1人。委員的任期為3年。
- 委員長

總統指名，經由國會人事認命。代理人與監察官輔佐之。部长级公务员。
- 委員（副委員長1人、常任委員3人）

1人為總統指名，其餘3人之中，有1員由總統所屬，或曾經所屬的政黨推薦，其餘2員由其他政黨推薦。副委員長由委員之中互選。

### 其下單位
- 營運支援課
- 企畫調整室
  - 政策企畫官（補佐室長）
  - 國際合作官（補佐室長）
  - 企畫財政官
  - 行政管理官
  - 規制改革法務官
  - 國際合作官
  - 國際機構官
  - 非常計画官
  - 議案調整組
  - 資訊戰略組
- 廣播通信融合政策室
  - 融合政策官（補佐室長）
  - 電波企畫官（補佐室長）
  - 廣播振興企畫官（補佐室長）
  - 政策整合課
  - 融合政策課
  - 廣播通信振興政策課
  - 廣播通信綠色技術組
  - 電波政策企畫課
  - 電波廣播管理課
  - 頻譜政策課
  - 廣播營運整合課
  - 數位廣播政策課
  - 編制評價政策課
- 廣播政策局
  - 廣播政策企畫課
  - 無線廣播（地上波廣播）政策課
  - 新媒體政策課
  - 廣播頻道政策課
- 通信政策局
  - 通信政策企畫課
  - 通信競争政策課
  - 通信利用制度課
  - 通信資源政策課
- 利用者保護局
  - 調査企畫整合課
  - 市場調査課
  - 利用者保護課
  - 閱聽人權益增進課
- 網路政策局
  - 網路企畫保護課
  - 個人情報保護倫理課
  - 網際網路政策課

### 所属機関
- 電波研究所
  - 利川分所
- 中央電波管理所
  - 衛星電波監視中心

## 歴代委員長及委員

### 委員長
| 代    | 名前             | 在任期間             |
| ----- | ---------------- | -------------------- |
| 第1屆 | 崔時仲（최시중） | 2008年3月26日 – 現在 |

### 常任委員
第1屆：宋道均（송도균）（副委員長）、李京子（이경자）、李秉基（이병기）、邢泰根（형태근）

## 主要業務
- 廣播・通信、頻譜研究以及管理等等的關聯政策（包含技術政策）的確立、審議與議決
- 廣播業者・電信業者的認可・許可、登記、取消
- 廣播節目的流通上的公平秩序秩序確立
- 廣播通訊業者與業者間，以及與使用者間的紛爭調停
- 根據廣播通訊業者的禁止行為之措置與賦金徵收
- 廣播通訊相關的研究與支援
- 閱聽人的不滿處理，以及廣播、資訊通訊使用者的保護
- 廣播通訊相關基金助成與管理、國際協力、南北韓交流
- 委員會預算彙編與執行
- 所管法令與委員會規則的制定・改正、廢止
- 電信設備的提供、共同利用或相關資訊提供協定的認可
- 廣播通訊服務的普及化、高度化等等

## 外部連結
- 廣播通信委員會（英文）